# Yperit

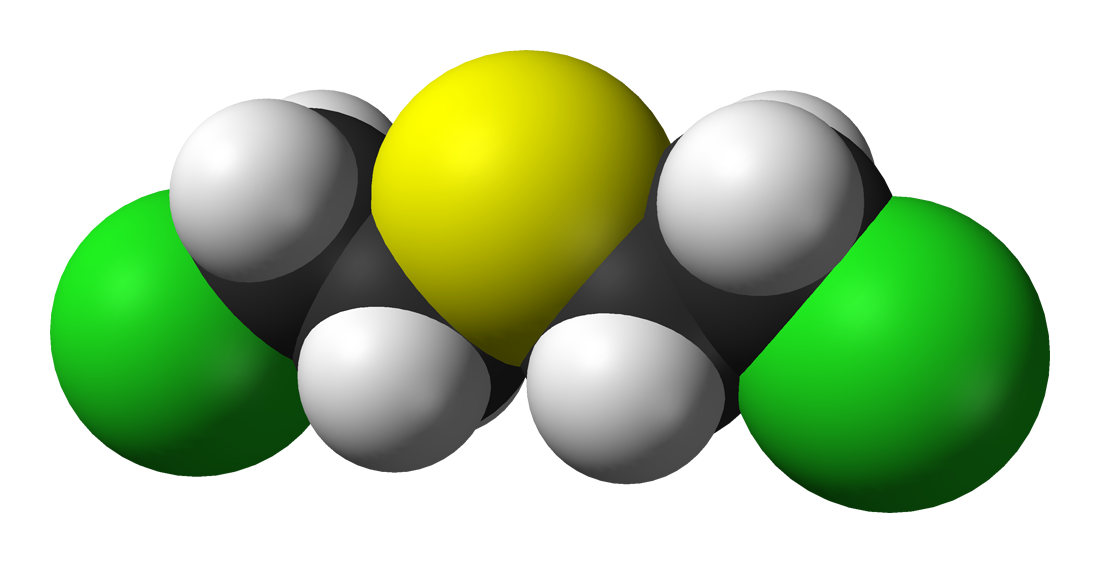
Molekula Yperitu.

Yperit (zvaný také hořčičný plyn) je vojenský plyn, který byl použit Němci v první světové válce. Poprvé byl v boji nasazen roku 1917 u belgického města Yprès, podle kterého získal název.
Patří do skupiny zpuchýřujících bojových látek, projevuje se leptáním sliznic. Ve vyšších koncentracích může zapáchat podobně jako křen, cibule nebo česnek, což je přičítáno převážně jiným chemickým nečistotám. Yperit proniká oděvem a jeho působení se urychluje na vlhkých místech (podpaží, genitálie). Po několika vdechnutích začnou pálit plíce a oběť většinou po týdnu v těžkých bolestech umírá na spálené plíce, které nejsou schopny přivádět kyslík do krve. Chemicky se jedná o sloučeninu bis(2-chlorethyl)sulfid. Po první světové válce došlo k výzkumu působení na nádorové buňky. Z yperitu vycházejí první cytostatika.

## Vývoj
Yperit pravděpodobně vyvinul již v roce 1822 belgický vědec César-Mansuète Despretz (1798–1863). Despretz popsal reakci chloridu sirnatého a ethylenu, ale nikdy nezmínil žádné dráždivé vlastnosti reakčního produktu. V roce 1854 tento postup zopakoval francouzský chemik Alfred Riche (1829–1908) a také bez popisu negativních fyziologických vlastností. V roce 1860 britský vědec Frederick Guthrie syntetizoval a charakterizoval sloučeninu yperit a zaznamenal její dráždivé vlastnosti, zejména při ochutnávání.

## Chemický popis
Chemicky se jedná o thioether, resp. organický sulfid, konkrétně bis(2-chlorethyl)sulfid, (ClCH2CH2)2S. Hořčičný plyn lze syntetizovat reakcí jednoho molu chloridu sirnatého (SCl2) s dvěma moly ethylenu (C2H4).

## Působení

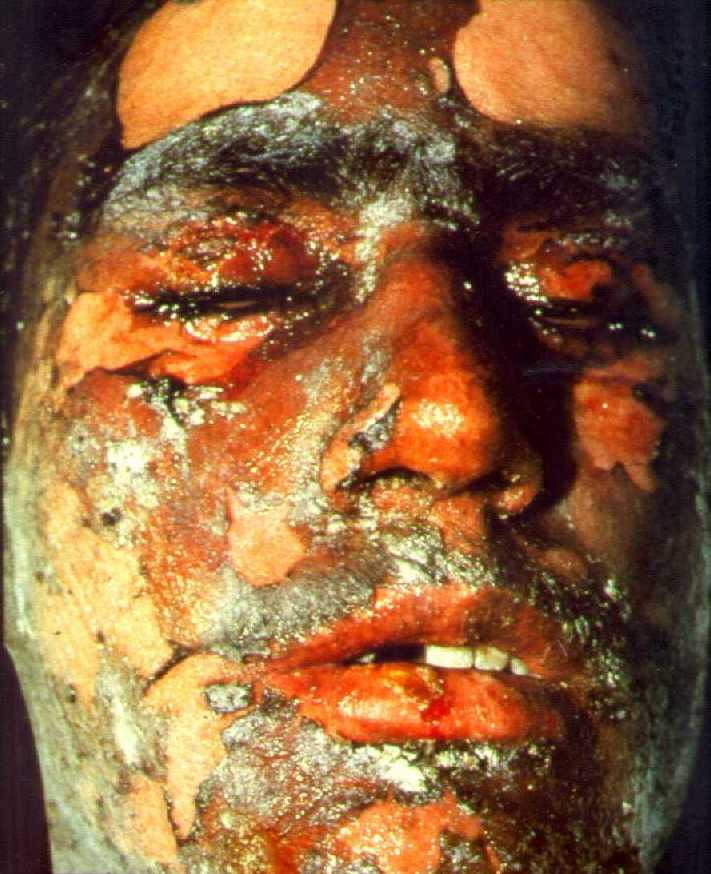
Oběť války v Iráku (1980) zasažená hořčičným plynem.

Hlavní mechanismus účinku yperitu je v alkylaci guaninu DNA v poloze 7. Dojde ke spojení obou řetězců DNA a tím se zastaví buněčné dělení. Na tomto základě působí i dusíkatá analogie yperitu jako kancerostatika.
Sulfidický yperit (nebo také sirný yperit) je bis(2-chlorethyl) sulfid, za normálních podmínek a při 20 °C je to bezbarvá olejovitá kapalina s výrazným zápachem po hořčici (odtud název hořčičný plyn – mustard gas) nebo křenu, cibuli či spálené gumě. Značení pro destilovaný yperit je HD. Relativní molekulová hmotnost je 159.
Chemická struktura yperitu:
Destilovaný sulfidický yperit je jednou z nejznámějších bojových chemických látek. Poprvé byl použit na bojišti německou císařskou armádou na západní frontě v roce 1917. Do výzbroje byl postupně zaváděn již v období 1. světové války a to všemi významnými válčícími státy. Má poměrně vysokou bojovou účinnost, zejména při použití ve formě aerosolu. Destilovaný sulfidický yperit je možné považovat za trvalou bojovou chemickou látku, protože na zamořeném terénu zůstává po dobu mnoha hodin až několika dnů (především v závislosti na okolní teplotě).
Ačkoliv jeho bod tuhnutí je 14,40 °C, jsou známy různé „bojové receptury yperitu“, jejich bod tuhnutí může být účelově snížen až na –30 °C. Přidávání různých rozpouštědel však pochopitelně snižuje účinnost takto upraveného yperitu. Pro zimní podmínky byla také zavedena směs sulfidického yperitu a lewisitu.
Ve vodě je málo rozpustný, dobře je rozpustný v organických rozpouštědlech. Yperit je považován za velmi stabilní látku, jeho odmořování probíhá pomalu a ne vždy dostatečně, i meziprodukty destrukčních razantních chemických reakcí jsou mnohdy toxické, některé mají také zpuchýřující účinky.
Do organismu proniká všemi cestami vstupu – kůží, dýchacími orgány, očními spojivkami i zažívacím ústrojím. Střední smrtná koncentrace sulfidického yperitu činí inhalačně LCt50: 1,5 gmin-1m-3.
První klinické příznaky otravy se projevují obvykle za 4–6 hodin po zasažení. Celková doba latence (skryté působení bojové chemické látky) značně závisí na obdržené dávce. Yperit vykazuje značný kumulativní účinek. Yperit má mnohostranný účinek na organismus. Projevuje se poškozením tkání, pokožky, očí, dýchacích orgánů a zažívacího ústrojí. Příznaky otravy se projevují podle stupně zasažení po 4–6 hodinách. Nejcitlivějším orgánem jsou oči, které poškozují yperitové páry již v koncentracích, které nejsou schopny vyvolat vážná zdravotní poškození dýchacích orgánů a kůže. Dochází k otoku očních víček, zánětu spojivek a zvýšené světloplachosti.
Zasažení dýchacích orgánů parami destilovaného yperitu ve vyšších koncentracích se projevuje podrážděním v nose, v hrdle, dostavují se horečnaté stavy, ztížené dýchání, pocení, silné kašlání a celková ochablost organismu.
Nejčastěji dochází k poškození nechráněného povrchu lidského těla účinkem par a aerosolů kapalného destilovaného yperitu. Zasažení kůže není zpočátku doprovázeno žádnými bolestivými příznaky, rozvoj klinických příznaků pokračuje velmi pomalu. Projevuje se zčervenáním zasažené pokožky, pocitem svědění a vytváření drobných puchýřků se sklonem k exudaci a k vytváření strupů (krusty). Tyto příznaky jsou doprovázeny celkovou ochablostí organismu, nechutenstvím, rychlým ubýváním tělesné hmotnosti. Častým projevem zasažení yperitem mohou být svalové křeče vrcholící paralýzou končetin.
Poškození zažívacích orgánů se projevuje po požití vody nebo potravy zamořené yperitem. Příznaky otravy se objevují po krátké době prudkými bolestmi v břiše, zvracením, nevolností, průjmem, celkovou ochablostí a svalovými křečemi.
Absorpce vlhkou kůží probíhá daleko rychleji než za sucha. Za vlhkého počasí lze poškození lidského organismu dosáhnout i při podstatně nižších koncentracích yperitu. Rychlost pronikání yperitu do organismu roste s teplotou.
Poškozený organismus je velmi citlivý k sekundárním infekcím.
Pro úplnost je možné dodat, že kromě sulfidického yperitu, byly postupně připraveny i dusíkové yperity (jsou známy a v odborné literatuře popsány 3 dusíkové yperity, NH-3, NH-2, NH-1).

## Válečné použití

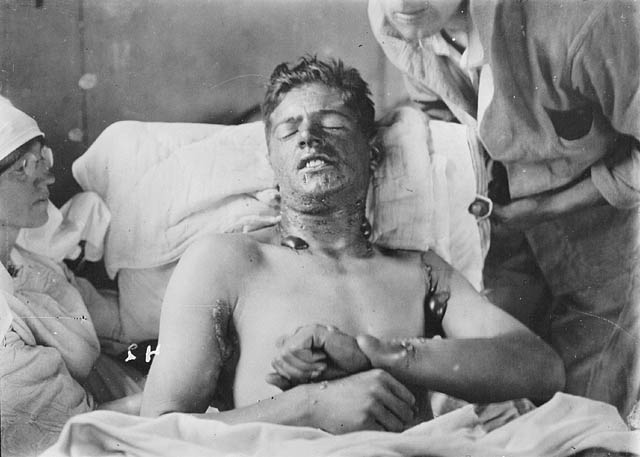
Kanadský voják se zotavuje z chemických popálenin způsobených yperitem.

Jeho válečné použití navrhli němečtí chemici Wilhelm Lommell a Wilhelm Steinkopf
Yperit byl použit v následujících konfliktech:
- 1. použití Němci v první světové válce 13. července 1917 u belgického města Ypres[6][pozn. 1]
- Státy Dohody prvně v listopadu 1917 u Cambrai
- V září 1918 proti Německu
- Velká Británie proti Rudé armádě v 1919[7]
- Španělsko proti Maroku v letech 1923–1926
- Itálie proti Etiopii v letech 1935–1940
- Sovětský svaz v provincii Sin-ťiang v Čínské republice 1934 a 1937
- Japonsko proti Čínské republice v letech 1937–1945
- Německo za druhé světové války při pokusech na lidech v letech 1939–1945
- Egypt proti Severnímu Jemenu v letech 1963–1967.
- Irák proti Íránu v letech 1980–1988
- Irák proti Kurdům v roce 1988
- ISIS proti Kurdům v roce 2015